# Șiroka Lăka, Smolean
Șiroka Lăka (în bulgară Широка Лъка) este un sat în comuna Smolean, regiunea Smolean,  Bulgaria. 

## Demografie
Componența etnică a satului Șiroka Lăka
     Bulgari (87,87%)
     Nicio identificare (12,12%)
     Altele (0%)
La recensământul din 2011, populația satului Șiroka Lăka era de 503 locuitori. Din punct de vedere etnic, majoritatea locuitorilor (87,87%) erau bulgari. Pentru 12,12% din locuitori nu este cunoscută apartenența etnică.

## Personalități născute aici
- Ștefan Șokov (1878 - 1957), patriarh al Bisericii Ortodoxe Bulgare.